# 일베저장소의 사건 및 사고
이 문서에서는 일베저장소의 사건 및 사고를 설명한다.

## 2010년대

### 김대중, 노무현 전 대통령 조롱 및 명예훼손 사건
노무현 전 대통령과 관련된 비하 및 조롱의 의미를 담은 용어나 콘텐츠물이 남발되고 있으며, 특히 노무현 전 대통령의 투신자살을 조롱하는 의미이자 추락한다는 뜻의 '운지'라는 용어를 사용함과 동시에 '흔들어라 이거지요', '야~ 기분 좋다'(이를 역재생한 '캬~ 언조비카이'도 있다.), '이기야', '부끄러운 줄 알아야지' 등의 과거 노무현 전 대통령이 사용했던 문장을 비방을 목적으로 흉내내는가 하면 디시인사이드 '합필갤'에서 유저들의 영향으로 노무현 대통령과 코알라를 합성한 '노알라' 이미지를 유포하거나, "노무현 전 대통령이 국가정보원 안에 있는 지하 벙커에 감금되어 'MC무현'이라는 이름으로 합성곡을 작사, 작곡하고 있다"라는 이야기를 지어내서 노무현 전 대통령을 조롱하는 합성곡을 유포하는 등의 행동이 문제가 되고 있다. 특히 MC무현의 경우 일간베스트 회원이 노무현 대통령이 생전에 텔레비전이나 라디오에 출연해서 한 모든 육성발언들을 최대한 모은 뒤 합성해서 노래로 만들어내고 있다. 일베 창립 이전 일본에서는 "노무땅(일본어: ノムたん 노무탄[*])"이라고 부르며 일베 저장소에서와 똑같은 비방 합성물을 만들었다. 이후 이 '노무땅'이라는 호칭이 되려 대한민국에 역수입되었다.
게다가 이를 태권더 박이라는 일본 만화에서 패러디했는데 씨름 천하장사 출신 격투기 선수라는 '오'무현은 말 그대로 노무현 전 대통령의 외모와 행동을 따서 만들었으며 한 술 더 떠서 노무현 전 대통령을 비하하는 합성사진인 '노알라'를 프로레슬러화해서 '코알라 마스크'로 만들었다.
2015년 1월 6일 어느 일간베스트 회원이 자신의 아버지가 강원도에서 개최된 1999년 동계 아시안 게임 당시에 김대중 전 대통령으로부터 받은 표창장을 갈기갈기 찢어버린 사진을 올려 논란을 일으켰다.

### 사이버 여론 조작 및 해킹 사건
2013년 5월 민족문제연구소 홈페이지를 해킹한 일베 회원 고교생 2명이 체포되었다. 경찰에 따르면, 장모군은 민족문제연구소 홈페이지를 해킹해 회원 912명의 아이디와 비밀번호를 일베 게시판과 해외 정보공유사이트에 올린 혐의를 받고 있다. 장군은 일베 측이 모군이 올린 회원정보를 삭제하자 해외사이트에 올려진 회원정보를 '민족문제연구소 죄인명단'이란 제목으로 게시한 것으로 경찰은 보고 있다. 2013년 5월 일베저장소의 한 회원이 미시USA 웹사이트를 해킹하였다고 일베저장소에 글을 올리게 되었다. 미시USA는 윤창중 사건을 최초로 밝힌 한인 동포 웹사이트이다. 이 일은 사실로 밝혀지게 되었으며 미시USA 측은 강력한 조치를 취하겠다고 나섰다.
2013년 12월 영화 변호인의 온라인 평점을 대외적으로 공격하는데 주력했으며, 그 결과 변호인이 개봉하기 전까지 네이버 영화 평점은 3점대에 머물러 있었다. 2013년 3월에는 영화 지슬의 온라인 평점을 공격했다. 그 결과 9점대였던 평점이 6점대까지 낮아졌다.
2014년 8월 30일 일베저장소 회원들 중 일부가 전라도의 사람, 자연, 문화를 담아온 지역 월간지인 전라도닷컴의 발행인 겸 편집장 황풍년씨의 계정을 해킹해 세월호 관련 기사 50여건을 삭제하고 기사 "특산물" 집어넣는 등의 전라도 비하 글을 무단 게시하여 논란이 되었다.
2016년 3월 한국과학창의재단에서 "글로벌 청소년 과학탐구대회"를 개최하였다. 이 때 일베저장소 회원들이 "운지벌레" 와 "현무당벌레"라는 가짜 벌레에 대한 글을 네이버 지식IN에 올렸다. 이 글은 인터넷에 광범위하게 유포되어 네이버 지식IN의 소위 "파워 지식인" 들도 속아서 이런 글을 올리기까지 했다. 이 때 초등학교 고학년의 연구 주제가 식용곤충에 관련된 것이라서 많은 학생들이 이런 가짜 자료들에 속아서 운지벌레와 현무당벌레라는 가짜 벌레에 대해 발표하게 되어 실격되는 일이 비일비재했다. 이로 인해 인터넷 자료의 확인 없는 무분별한 사용에 대해 비판하는 의견도 많아졌다.

### 성적 모욕 사건
2012년 11월 30일 쇼핑몰 운영자 윤선경은 일베저장소의 일부 유저가 자신을 모욕한 댓글로 수치심을 주는 등의 이유로 고소했다.
2013년 12월 19일 한 회원이 자신이 근무하는 젖병 생산업체에서 "여자 가슴이 사무치게 그리울 때 가끔 빨기도 한다"는 글과 함께 젖병 꼭지 인증샷을 올렸다. 이로 인하여 해당 제품의 불매운동이 일었고, 해당 회사는 CCTV 조사 결과 해당 직원을 확인하여 공개 사과를 하는 일이 발생하였다.
2013년 5월 25일 초등학교 교사인 일베저장소 회원이 여자아이를 두고 '로린이'(로리(로리타)+어린이)라고 불러 논란이 되었다. 해당 회원은 사과문을 게시했지만, 그 전에 일베에 '로린이라는 말이 그렇게 심각한 성적 비하 발언이냐?'는 글을 올린 것이 포착되어 사과의 진정성 논란이 일었다. 게다가 이전에는 키스방, 노래주점 등 성매매 인증글을 올려 교사 자질 문제로까지 번졌고, 결국 그해 6월 22일 그 회원은 임용포기서를 제출하였다.

### 폭력 위협 사건
2012년 대한민국의 한 인터넷 언론 기자가 일베저장소를 비판하는 내용의 기사를 썼다는 이유로 일베저장소 회원들은 그의 신상을 털고 인터넷 곳곳에 그를 사칭하여 전화번호를 남기며 심지어 성인 사이트에 그의 주소를 남기는 등의 행위를 하였다. 이로 인해 해당 기자는 모르는 사람들로부터 한동안 스토킹에 시달렸고, 2014년 일베저장소 회원들을 상대로 200건 이상의 법정 고소를 진행, 정신과 치료를 받았다. SBS 《그것이 알고 싶다》는 2014년 5월 3일 일베저장소에 관한 내용을 다루면서 이 사례를 소개하였고, 이는 대한민국의 누리꾼들 사이에 논란을 불러 일으켰다. 2012년 10월 6일 한 초등학생이 유머사이트 오늘의 유머를 사용한다는 이유로 그 초등학생을 때리고 '일베 만세'를 외치는 '인증' 동영상이 게시되어 물의를 빚었다. 2012년 11월 9일 다음 아고라에서는 방송통신심의위원회가 일베저장소를 유해 사이트로 지정해 달라는 서명이 진행되었다.
2014년 3월 31일 서울 중구 여성가족부 청사와 빛고을 광주 동광교회에 일베회원이 폭발물을 설치했다는 문자 제보가 경찰에 접수되었다. 광주광역시에 거주하는 제보자 박아무개는 경찰 측에 문자 메시지로 "일베 사이트를 보다가 오전에 우연히 한 게시글을 봤는데 게시글 쓴 사람이 서울 중구 여성가족부 청사와 꿈이 있는 빛고을 광주동광교회에 폭탄물을 설치했다는 내용이 올라와 있길래 일단 알려드립니다"라며 "조회수가 5000명이 넘어 있네요"라는 내용의 신고를 했다. 하지만 이 제보는 경찰 조사에 의해 제보자의 자작극으로 밝혀졌다. 그는 일베에 게시되지도 않은 글을 마치 본 것처럼 경찰에 신고를 하였다. 한편 경찰은 정확한 경위 조사 후에 그를 불구속할 방침이라 전했다.
2014년 12월 10일 오후 7시 익산 신동성당에서 종북 논란을 빚었던 재미교포 신은미와 황선 전 민주노동당 부대변인의 통일 토크문화 콘서트가 열렸다. 콘서트 중간 익산 모 고등학교 3학년생인 오아무개가 일명 로켓 캔디(설탕과 질산 칼륨을 섞어 만든 모델 로켓의 연료)에 불을 붙여 성당 내부로 투척했고, 이로 인해 성당안에 있던 100여명의 청중들이 긴급 대피하는 소동이 벌어졌다. 범인은 현장에서 경찰에 현행범으로 체포돼 익산경찰서로 압송됐으며, 이 사건으로 인해 원광대학교 이재봉 교수 등 2~3명이 부상을 입은 것으로 전해졌다. 범인은 “드디어 인생의 목표를 발견했다. 신은미 폭사 당했다고 들리면 난줄 알아라.”라는 글을 일베와는 다른 커뮤니티 사이트인 네오아니메에 올려 사건을 사전 예고하기도 했다. 일베 회원들은 그를 ‘오열사’라고 부르며 영웅으로 떠받들고 있다. 이 사건을 담당한 전주지방법원은 범인의 소년부 송치사건을 검찰로 돌려 보냈다. 전주지방법원 소년부 부장판사는 "사안의 성격상 소년재판으로 진행하기에는 적절하지 않고 범행 동기와 죄질 면에서 금고 이상의 형사처분을 할 필요가 인정된다"며 사건을 다시 전주지방검찰청 군산지청으로 돌려보냈다. 이에 따라 범인은 일단 풀려나 가족과 함께 집으로 돌아갔다. 이후 범인은 출소직후 '일간베스트 저장소'(이하 '일베') 게시판에 자신이 겪은 일을 인증하는 글과 사진을 게재하였다. 그는 2월 5일 새벽 '일베'에 "출소했다. 테러리스트"라는 제목의 게시물을 게재했다. 해당 글에서 그는 인체에 무해한 연막탄을 제조하여 투척하였지만, 도중에 한 노인이 팔로 냄비를 쳐내는 바람에 일부 화약가루가 밖으로 새어 폭발한 사건이었고, 재판부도 이를 인정하였다고 증언했다. 현재 해당 글은 '일베'에서 삭제된 상태지만 타 커뮤니티 사이트에서 캡처 이미지가 확산되고 있다.

### 세월호 유가족 비방 사건

#### 일베 오뎅 인증샷
2015년 1월 26일 오후 일베 게시판에 단원고의 교복을 착용한 일베 회원이 '친구 먹었다'는 제목으로 어묵을 들고 일베 회원임을 인증하는 손가락 자세를 취한 사진을 올렸다. 어묵은 일베 회원들이 세월호 참사 당시 바닷속에서 운명을 달리한 단원고 학생들을 비하할 때 쓰는 디시인사이드 '야구갤러리'에서 나온 용어이다.
해당 게시물은 캡처돼 SNS 사이트등을 통해 빠르게 확산되고 있다. 여기엔 "바다에서 수장된 친구 살을 먹은 물고기가 어묵이 됐고, 그 어묵을 자기가 먹었다는 뜻"이라는 설명이 달렸다. 세월호 사건 직후 일베에서는 안에 갇힌 사람들이 이미 죽어 시신이 물에 불었다는 뜻으로 “오뎅탕이 되어버렸다”는 비하 댓글이 여럿 올라왔었다. 그러니까 ‘어묵=물고기 밥이 된 단원고 친구’를 먹었다는 의미가 된다.
단원고 교장 및 세월호 유가족이 수사의뢰를 한 것이 이틀 뒤 경찰은 1월 28일 수사에 착수했고 2월 4일에는 김아무개(당시 21세)를 비롯한 1675명의 일반인들이 명예훼손 및 모욕 혐의로 불상의 사진 게재자를 고발했고 경찰은 사진을 올린 김아무개(당시 21세)를 모욕죄 혐의로 사전구속영장을 신청했다. 김씨는 9일 수원지법 안산지원에서 구속영장이 발부되어 구속됐다. 일간베스트에서는 ‘오뎅’, ‘어묵’ 등의 검색어가 금칙어로 지정되어 있는 것이 2월 5일 확인되었다.

#### 광화문 폭식 투쟁
세월호 침몰 사고가 장기화 되면서 세월호 유가족 및 일부 진보 진영 정치인들이 광화문 광장을 장기 점거하고 단식투쟁을 벌이던 것에 대해 일베에서 부정적인 여론이 형성됐다. 특히 뒤에서 짜장면을 시켜먹는다거나, 초코바를 먹는 모습이 일베게시판에 올라오면서 많은 반감을 샀다. 근거가 없으나 이에 일베저장소 커뮤니티 내부에서는 '유족들 앞에서 치킨을 뜯으면 재밌겠다' 등의 말들이 오갔고, 이에 한 일베회원이 그런 퍼포먼스를 할 것을 예고하고 실제로 9월 5일 광화문 광장의 단식투쟁을 벌이고 있는 세월호 유족들 앞에 앉아서 치킨을 뜯는 퍼포먼스를 했다. 이러한 행동은 유족들과 단식투쟁에 동참하고 있던 진보 성향의 시민 운동가들의 즉각적인 반발을 불러 일으켰고, 퍼포먼스를 하는 일베 회원을 강압적으로 저지하고 나선다. 이에 사전 예고글을 보고 광화문에 왔던 또 다른 일베 회원이 퍼포먼스 도중 치킨을 빼앗기는 장면이 극적으로 찍힌 사진을 일베에 올리면서 커뮤니티내에서 화제를 불러일으켰다. 이후 유가족들과 운동가들이 치킨을 먹는 퍼포먼스를 하던 또다른 일베 회원을 둘러싸고 욕설과 구타를 하고, 소금까지 뿌리며 모욕했다는 사실인지 아닌지 모르는 이야기를 일베에 게시하면서 일베 내부에서는 이를 전형적인 '민주화'의 사례로 규정되고 다음날인 9월 6일 주말인 토요일에 대규모로 폭식투쟁을 하자는 여론이 형성 됐다. 이에 세월호 유가족 측에서도 광장에 '일베 회원들을 위한 식탁'을 차리며 도발적인 대응을 한 것이 더욱 사태를 키운 것으로 보인다. 예상외로 일베 회원들의 참여가 활발하여 '폭식투쟁'이 대규모로 확대됐고, 몇몇 유저는 사비를 털어 음식물을 제공하는 등 사태를 더욱 확대시켰다. 이 퍼포먼스는 밤 늦게까지 계속되었으며, 동아일보사 앞에서 故 노무현 前 대통령을 비하하고 모욕하는 음성 합성한 음원을 틀어 놓고 같이 부르는 것으로 마무리됐다. '폭식투쟁'은 다음날인 일요일에도 계속되었으며, 언론의 주목을 받기도 했다.
이 사태는 진보언론은 물론 보수언론인 조선일보와 동아일보에서도 강도 높게 비판했으며, 하태경 의원을 비롯한 새누리당 의원들도 심한 반감의 의사를 표했다. 또한 일베가 처음으로 일베라는 이름을 걸고 대외적인 시위를 한 사건으로서, 일베의 현실세력화를 우려하는 진보진영내에 깊은 걱정거리를 안겨주고 있다.

### 반달리즘
2013년 12월 14일 고려대를 시작으로 "안녕들 하십니까?"라는 글로 철도 민영화를 비롯한 당시 박근혜 정부의 정책을 비판하는 대자보가 붙자, 일베저장소 회원들 중 일부가 대자보를 찢거나 불태우는 인증 게시물을 올려 이슈가 되었다. 이 중 고려대 이과대 건물에 붙은 대자보를 훼손한 사건이 문제가 되자 해당 학생은 학교 커뮤니티에 사과글을 잠시 게재 하였으나, 삭제 하였고 결국 대자보 작성자로부터 모욕 및 재물 손괴 혐의로 피 되었다.

### 홍익대학교 일베저장소 상징 손모양 조형물
2016년 5월 30일에 홍익대학교 캠퍼스 앞에 일베저장소를 상징하는 손모양 형태의 조형물이 설치되었는데 학교 페이스북 페이지 '홍익대학교 대신 전해드립니다'에 이런 조형물이 학교에 설치된 게 어이없다는 글이 올라와 이슈를 불러일으켰다. 그리고 조형물에는 달걀 등이 날아들기도 했으며, 철거를 주장하는 포스트잇이 붙기도 했다. 결국 이 논란이 된 조형물은 결국 6월 1일 밤 사이에 '랩퍼성큰' 이라 칭한 사람 등 3명에게 파괴되었다. 홍익대 학생인 2명은 하루 전인 5월 31일 오후 10시경 조형물을 일부 파손시켰고 '랩퍼성큰' 이라 칭한 사람은 6월 1일 당일 새벽 2시에 조형물을 최종적으로 넘어뜨리려다 현행범으로 체포되었다. 한편 조형물의 제목은 <어디에나 있고, 아무 데도 없다>이며, 제작자 홍기하(22)는 학교의 조소과 환경조각전 전시의 참여작임을 밝혔다.

### 뉴욕 타임스퀘어 노무현 희화화 광고 논란
2018년 1월 25일 한 일베저장소 유저가 뉴욕 타임스퀘어의 한 전광판에 노무현을 희화화하는 광고를 게재하여 논란이 되었다. 이 광고는 문재인 대통령 지지자들이 뉴욕 타임스퀘어에 문 대통령의 생일을 기념해 광고를 내보낸 것을 의식한 것으로 보인다.

### 박카스 할머니 나체사진 유포 사건
2018년 7월 22일 일베저장소에 '32살 일게이 용돈 아껴서 74살 바카스 할매 먹고 왓다'라는 제목으로 박카스 할머니 성매매 후기 사진이 성기가 노출된 채로 4장 올라오고 각종 커뮤니티에 무분별하게 유포되었다. 해당 글이 삭제된 후에도 관련 글이 여러건 작성되었다. 경찰 수사 결과 최초 유포자는 일베저장소 유저가 아닌 모 성매매 정보 사이트 사용자로 확인되었고 40대 서초구청 공무원임이 밝혀졌다. 일베저장소에 올린 사람은 벌금 500만원을 선고받고 신상정보등록과 성폭력 치료프로그램 이수 40시간을 명령받았다. 사진을 음란 사이트에 최초 유포한 서울 서초구청 공무원은 구속 기소돼 2018년 9월 징역 6월을 선고받고 2019년 2월 출소했다. 서초구청은 2018년 12월 해당 공무원을 파면 조치했다. 이후 이 노년 여성의 나체사진은 디시인사이드를 비롯한 각종 인터넷 사이트로 퍼져 이른바 '할카스'라고 불리는 유명한 혐오스러운 사진이 됐다.

### 치어리더 성희롱 사건
미성년자를 포함한 여러 치어리더들을 향해 반복적인 성희롱을 저질렀다. 피해자 중 한 명인 황다건은 일련의 사건 이후 은퇴했다.

### 여친 인증 사건
2018년 11월 18일 '여친 인증'이라는 제목으로 여성의 신체 부위를 찍은 사진이 잇달아 올려져 있었고 일부 게시글에는 여성 얼굴이 고스란히 드러난 나체사진도 있었던 것으로 전해졌다.
2018년 11월 22일 서울지방경찰청 사이버수사대는 법원에서 성폭력범죄의 처벌 등에 관한 특례법(카메라 등 이용촬영) 위반 혐의로 일베 서버 압수수색 영장을 발부받아 회원 정보와 접속기록 등을 확보하였다.
2018년 12월 26일 경찰은 '여친 인증' 등의 제목으로 여성의 특정 부위가 담긴 사진을 게시한 15명을 특정하고 이 중 13명을 검거했다고 밝혔다.

### 불법 총기 구입 사건
강북경찰서는 2019년 8월 3일 게시글에 “문 대통령을 죽이려고 총기를 불법으로 구입했다”는 글을 게시한 작성자를 추적하고 있다고 밝혔다. 경찰은 바로 수사에 착수했다. 현재 이 글은 삭제된 상태다.

### 현역군인의 is가입, 테러 계획시도 사건
군경 합동수사팀은 최근 테러방지법 위반과 군용물 절도 혐의로 현역군인을 입건했다.
그 현역군인은 육군공병학교에서 폭파병 특기교육을 받던 중 군용 폭발물 점화장치를 훔치거나 사제 실탄 제조 영상이 발견될 뿐만 아니라 IS 대원과 지지자들이 사용하는 비밀 애플리케이션을 휴대전화에 설치해 IS 조직원으로 추정되는 인물로부터 이메일을 받고 영상과 자료를 수집하고 관련 자료를 인터넷에 올리는 등 IS 활동을 선전·선동한 혐의로 구속된 사건이다.

### 5.18 민주화 운동에 대한 역사왜곡
그들은 5.18 민주화운동 당시 전두환 정권에 의한 희생자들에 대한 고인비하 등을 서슴치 않고 있다.

## 2020년대

### 유튜버의 몰카동영상
경찰은 부산 도시철도 3호선에서 신종 코로나바이러스 감염증(신종 코로나)에 걸린 것처럼 행세하며 시민들을 놀라게 하는 ‘몰카’ 동영상을 찍어 유튜브에 올린 20대 유튜버인 우짱 (본명:강태우)에 구속영장을 신청했다.

### n번방 사건관련
일베 이용자들은 자신들과 n번방 사건을 연관짓지 말라고 하였다. 그런데 n번방 사건 핵심인 조주빈의 이메일을 일베 사이트에서 조회해본결과 회원으로 확인되었다.

### 조민에 대한 명예훼손
2020년 4월 어느 일베 회원은 일베에 올린 조민에 대한 글 때문에 조민에게 명예훼손으로 고소당했다.

### 황희두에 대한 모욕
위 문단에 언급된 같은 일베 회원이 일베에 올린 황희두 관련 글로 인해 2020년 10월에 황희두에게 모욕죄로 고소당했다.

## 같이 보기
- 디시인사이드의 사건 및 사고